# Oliver Simon (Sänger)
Oliver Simon (* 14. Mai 1957 in Wolfratshausen; † 31. Juli 2013, eigentlich Werner Gensmantel) war ein deutscher Sänger. Von 1986 bis 1989 sowie im Jahre 1999 war er Partner von Drafi Deutscher im Euro-Pop-Duo Mixed Emotions.

## Biografie
Oliver Simon wuchs am Rande von Grünwald bei München auf, wo seine Eltern neben einem Baugewerbe noch ein Ausflugslokal mit Live-Musik-Programm betrieben. Später zog die Familie in die Münchener Innenstadt. Dort war er Mitglied der Domsingknaben der Münchner Frauenkirche und der Münchner Chorbuben. Mit beiden Chören bereiste er über vier Jahre hinweg das In- und Ausland. Nach Chorinternat und Handelsschule absolvierte er eine Berufsausbildung zum Industriekaufmann. 1975 wurde er Mitglied in einer Schweizer Profiband, wo er fünf Jahre lang Erfahrungen sammelte und Geld sparte, um eine eigene Band mit vier Musikern, zwei Tänzerinnen und einer Sängerin zu gründen. Ein Schweizer Manager betreute ihn dabei. Er zog von Club zu Club, bis er von den Talentscouts einer großen deutschen Schallplattenfirma für Studioaufnahmen entdeckt wurde. Es dauerte zwei Jahre, bis es zur Zusammenarbeit mit Drafi Deutscher kam. Dieser schrieb das Lied Du wirst aus Liebe nie wieder sterben für Simon. Die Label-Verantwortlichen meinten, beide Künstler könnten gemeinsam mit englischsprachigen Liedern vom Erfolg des Pop-Duos Modern Talking profitieren. 1990, nach seiner Zeit bei Mixed Emotions, veröffentlichte er sein erstes Album. Erst 16 Jahre später erschien im Jahre 2006 das zweite unter seinem Namen, nachdem es im Jahre 1999 noch einmal zu einem Mixed-Emotions-Comeback gekommen war. Angestoßen hatte das Comeback Oliver Simon. Oliver Simon spielte Gitarre, Klavier, Schlagzeug und Posaune. Er baute sich zusätzlich eine Existenz als Inhaber eines Tonstudios, eines Musikverlages, eines Fitnessstudios und eines Kosmetiksalons auf.
Am 31. Juli 2013 erlag Oliver Simon im Alter von 56 Jahren einem Hirntumor, der 2011 bei ihm diagnostiziert worden war. Wunschgemäß wurde er an den Wurzeln eines ausgewählten Baumes auf dem Waldfriedhof Piepersloh in Lüdenscheid beigesetzt. Im Dezember 2021 wurde auf YouTube postum die Single „Behind the Shadow“ veröffentlicht.

## Diskografie
Für Veröffentlichungen mit Mixed Emotions, siehe Mixed Emotions#Diskografie

### Alben
- 1990: Spring Snowman
- 2006: Take A Look In Your Heart

### Singles
- 1984: Wir Zwei
- 1985: Vaya Con Dios My Love
- 1986: Am Abend fängt die große Sehnsucht an
- 1986: Aus Liebe nie wieder sterben (geschrieben und produziert von Drafi Deutscher)
- 1988: Kiss You All Over
- 1989: We Are Livin’ (Sunshine Express feat. Oliver Simon)
- 1989: You Are My Girl
- 1989: Heaven And Hell
- 1990: Spring Snowman
- 1991: Maria Angel
- 1992: Am Ende der Welt
- 1993: Bleib heut’ Nacht
- 1994: Jessie
- 1996: Du ich brauch Dich
- 1997: Wenn du nicht da bist
- 1997: Gesucht, gefunden, geliebt, gehasst
- 1998: So wie du bist
- 1999: Es muss der Wahnsinn sein
- 2007: Ohne dich gehts mir gut
- 2007: Megastar
- 2007: Wir sind die Besten
- 2008: Together – gemeinsam sind wir stark